# Fort Dallas
Fort Dallas est un ancien cantonnement militaire et une ville fantôme situé sur les rives de la Miami River dans ce qui est maintenant Downtown Miami dans le comté de Miami-Dade en Floride.
Il fut créé sur la plantation de Richard Fitzpatrick en 1836 comme un poste et un cantonnement militaire, et non une fortification, dans le sud de la Floride pendant les guerres séminoles. Il avait été nommé en l'honneur du Commodore Alexander James Dallas, de l'U.S. Navy, qui commandait alors les forces navales américaines aux Antilles. Fort Dallas resta dans les mains des troupes de l'Union durant la  guerre de Sécession et fut abandonné à la fin de celle-ci. Le fort devint un petit village fondé par William H. English, son nouveau propriétaire qui l'appela Miami à l'origine de la ville éponyme.